# Combat Arms
Combat Arms es un videojuego de disparos en primera persona multijugador, desarrollado en Corea del Sur por Doobic Studios, y publicado por Nexon Corporation. 

## Historia
La beta cerrada se publicó el 29 de mayo de 2007, exclusivamente a través de Nexon y duró una semana. Terminó el 6 de junio. Esta beta se limitó a los usuarios de América del Norte, América del Sur y Oceanía. En esta beta se disponían de 4 mapas y 30 armas disponibles. El 26 de junio Combat Arms entró en su "Pre-Open Beta", por lo que el juego fue abierto al público. Pre-Open beta también es limitado a los usuarios de América del Norte, América del Sur y Oceanía. El lanzamiento oficial de Combat Arms fue el 11 de julio de 2007. 
El 8 de agosto de 2008, NEXON anunció que Combat Arms se pondría en marcha un servidor de NEXON Europa para jugadores europeos. El 25 de septiembre de 2008, el sitio web Combat Arms Europa Teaser activó NEXON para Europa, y el 28 de octubre de 2008, NEXON Europa comenzó un período de pruebas beta cerradas a Europa de Combat Arms. Las pruebas beta cerrada terminaron el 11 de noviembre de 2008, y el Open beta se inició el 16 de diciembre de 2008 y duró hasta el 15 de enero de 2009. El 2 de abril de 2009, NEXON América de América del Sur anunció que el servicio de Combat Arms se cerraría a partir del 9 de abril. Aquellos que tenían una cantidad pendiente de NX se le permitiría jugar hasta el 9 de octubre, o hasta que se acabaran sus NX, lo que sucediera primero. El juego está ahora totalmente liberado en Corea y América del Norte; mientras que el servidor europeo aloja a los jugadores procedentes de Europa, Medio Oriente y América del Sur (estos últimos aún no reconocidos oficialmente por Nexon Europa).
A mediados de 2012 el juego perdió una parte de sus jugadores activos por problemas serios con hackers en partidas. La comunidad se quejaba acerca de encontrar al menos un jugador tramposo en cada sala de juego. Un año después, este problema fue resuelto por Nexon y varios jugadores volvieron a jugar. 
En el 2015, Nexon anunció que estaba trabajando en una nueva versión del juego. Este se llamaba Combat Arms: Line of Sight, y fue desarrollado en conjunto a BlackSpot Studios, e incluía nuevos gráficos, mapas diferentes, una enorme capacidad de personalización de armas y un sistema de poderes sobrehumanos, tales como teletransporte corto, invocar meteoritos sobre el enemigo, o lanzarles bolas de fuego. Durante la beta, muchos jugadores se quejaron de esto último, alegando que no seguía el estilo de juego del Combat Arms original. Luego de la beta, Nexon decidió discontinuar el proyecto, entregando el juego a BlackSpot Studios, quienes luego de modificarlo un poco, lo lanzaron al mercado con el nombre de Line Of Sight. 
Al año siguiente, Nexon reveló que se estaba llevando a cabo una remasterización de Combat Arms. Esto incluía los gráficos - que luego de 10 años, estaban algo obsoletos - y la interfaz del juego. Para alegría de algunos jugadores, estos podrían elegir entre jugar con los gráficos nuevos, o seguir haciéndolo con los viejos. Se abrió la Beta en inicios de 2017.
Una de sus ventajas respecto a otros videojuegos del mismo género es que Combat Arms es renovado regularmente en cuanto a sus contenidos (mapas, armas, misiones, caracteres, avatares y otros elementos funcionales para ganar puntos extra, obtener escudos para los clanes, etc.) además de que al ser un juego de acceso gratuito, hay una cantidad y variedad de jugadores altamente superior a los que pueden encontrarse en otros videojuegos, como Call of Duty o Battlefield.

## Modos de juego
Hay 16 modos en el juego, cada uno con diferentes objetivos y diferentes características. A menudo se añaden modos nuevos con las actualizaciones. 

### Elimination
Los jugadores se dividen en dos equipos (Alpha y Bravo) y cada uno intenta conseguir un número de muertes enemigas (ese número se decide antes de empezar la partida). El mínimo son 30 y así de 10 en 10 hasta 140. Cuando un jugador muera, revive a los 5 segundos en la base de su equipo.

### Elimination Pro
Los jugadores se dividen en dos equipos (Alpha y Bravo) y cada uno intenta matar a todos los del otro equipo para ganar una ronda (el número de rondas se decide antes de empezar la partida). Pueden ser 5, 7, 9 u 11 rondas. Cuando un jugador muera, debe esperar a la siguiente ronda (cuando uno de los dos equipos elimina al contrario o se acaba el tiempo).

### One Man Army
El objetivo es conseguir un determinado número de muertes enemigas (ese número se decide antes de empezar la partida). Pueden ser 15 muertes, 30 o 45. Sólo puede ganar un único jugador. Cuando un jugador muera, revive a los 5 segundos en cualquier parte del mapa.

### Last Man Standing
Todos los jugadores luchan entre sí, sin equipos. El objetivo es ganar un número determinado de rondas (ese número se decide antes de empezar la partida). Pueden ser 3, 5, 7 o 9 rondas. Sólo puede haber un único ganador. Cuando un jugador muera, deberá esperar a que acabe la ronda para revivir. Aparecerá en cualquier parte del mapa.

### Capture the Flag
Los jugadores se dividen en dos equipos (Alpha y Bravo) y cada uno intenta capturar un número determinado de banderas enemigas (ese número se decide antes de empezar la partida) a la vez que intenta defender la bandera propia. Las banderas se encuentran cerca de las bases, pero no a la vista del lugar donde aparecen los jugadores. El equipo ganador es quien consigue 3, 5 o 7 banderas, según se decida. Cuando un jugador muera, revivirá en su base a los 5 segundos.

### Search & Destroy
Los jugadores se dividen en dos equipos (Alpha y Bravo). El equipo Alpha intenta destruir uno de los dos objetos que hay en el mapa con una bomba de relojería. El equipo Bravo debe defender esos objetos para evitar que sean destruidos. Si uno de los dos objetos es destruido o todos los jugadores del equipo Bravo mueren, gana el equipo Alpha. Si todos los jugadores del equipo Alpha mueren o la bomba es desactivada, gana el equipo Bravo. Pueden ser 5, 7 o 9 rondas. Cada jugador deberá esperar a que acabe la ronda para volver a jugar si muere. Es el único modo en el que los cadáveres no desaparecen hasta el final de la ronda (en el resto de modos desaparecen a los pocos segundos).

### Quarantine Regen
Los jugadores se dividen en dos equipos (Humanos e Infectados). Al comienzo de cada ronda todos los jugadores son humanos, pero a los 15-18 segundos, de forma aleatoria, se escoge la infección (algunos jugadores, generalmente dos; y en partidas generalmente de 14-16 jugadores, se infectan tres jugadores). Estos infectados tienen bastantes más puntos de vida que los humanos. Los humanos deben mantenerse vivos o destruir a los jugadores infectados, lo cual no es fácil (los infectados se curan cuando están quietos y son inmunes al gas venenoso). Si un jugador muere (siendo infección o no), reaparece al final de la ronda. La cantidad de rondas (5, 7 o 9) se establece antes de empezar la partida.

### Spy Hunt
Los jugadores intentan encontrar cinco Archivos de Inteligencia antes que cualquier otro jugador. Todos los jugadores empiezan en el mismo equipo, pero cuando un jugador consigue un archivo se convierte en espía y en hostil para el resto de los jugadores. Si un espía es asesinado, todos sus Archivos son esparcidos cerca de donde murió. Cuando una persona está en posesión de los cinco Archivos de Inteligencia, ese jugador se convierte en el Super Espía (con la Minigun, el lanzallamas y el Bazooka), y el juego entra en modo de muerte súbita. El Super Espía puede ganar matando a todos los otros jugadores, o consiguiendo transferir los archivos por un ordenador que aparece en una parte del mapa al descubierto. El resto de los jugadores deberá matar al Super Espía o esperar a que acabe el tiempo sin morir y sin que el Super Espía complete la transferencia. Durante la partida, los jugadores reaparecen instantes después de morir en una parte aleatoria del mapa, pero cuando un jugador consigue los cinco archivos, ya no hay resurrección hasta el final de la partida.

### Fireteam
En los fireteams, todos los jugadores pertenecen a un mismo equipo y el enemigo es controlado por la inteligencia artificial. Si un jugador muere, deberá esperar a que acabe la ronda para volver a jugar. Si todos los jugadores mueren o el tiempo se acaba, la partida terminará. Si se logra finalizar una ronda,a todos los jugadores se les restablecen todas las municiones, pero dependiendo de si se estaba vivo o no al darse esto, se recupera al 100% o solamente reaparecer con una baja cantidad respectivamente. Si no se logra finalizar la ronda (o se murió en la ronda) un jugador caído puede activar los "Respawn Tokens" para poder seguir jugando; los cuales colocan en la partida al jugador caído o a todos los jugadores caídos en ese momento en caso de que se haya invocado un "Party Respawn Token". Es necesario que dichos token estén equipados para poderlos usar. El tiempo de reaparición suele ser de 5 segundos. En caso de que ningún jugador haya usado algún tipo de estos token, y no queden más personas jugando, el juego terminara. También se puede perder cualquier Fireteam si finaliza el tiempo antes de terminar todos los objetivos/rondas. Hay 7 tipos de Fireteam:
- Cabin Fever:

Los jugadores aparecen en una vieja casa rodeada de gas venenoso, con tres puertas en su primera planta. La partida se divide en 10, 15 o 20 rondas (según la dificultad que se elija antes de empezar la partida), en cada una de las cuales el objetivo es sobrevivir a una horda de zombis, que aumenta en cantidad conforme lo hacen las rondas. Hay varios tipos de zombis (como tal en el juego, infectados), aunque al principio sólo aparecen dos: los normales y los que llevan explosivos (que explotan al ser eliminados). Hay algunas rondas especiales: Ronda 5 (Aparece un nuevo tipo de zombi que al morir desprende tres bombas que explotan y causan daño a quien esté cerca), rondas 5, 10 y 15 (Se recupera toda la salud), ronda 11 (Se abre una puerta que conduce al sótano, donde hay otra apertura al exterior. En el sótano hay un interruptor con el cual se enciende la luz de toda la casa cuando se apague. En esta ronda también aparece un nuevo y letal tipo de zombi azul que al morir deja un charco de gas venenoso [similar al de cuando un jugador sale fuera de la casa]. Además, en esta ronda aparece en el sótano un rifle L96A1 Black Magnum a disposición del primero que lo coja), ronda 13 (Aparece en el sótano un lanzagranadas M32, a disposición del más rápido), ronda 16 (se abre la escalera al piso de arriba de la casa, donde aparecen zombis. También aparece en el piso de arriba una escopeta dorada, para el primero que la coja), ronda 18 (aparece en el segundo piso un marcador láser para un ataque aéreo) y ronda 20 (aparece en el segundo piso una minigun, para el primero que la coja).
- Black Lung:

El juego empieza en una mina abandonada y el jugador tiene que, del mismo modo que en Cabin Fever; sobrevivir junto a sus compañeros de equipo allí hasta que logren bajar el elevador activando y protegiendo el panel de control y el generador. En cada ronda aparecen nuevas aperturas. Al bajar más en la mina, habrá muchas más aperturas y algunas otras que podrán ser cerradas con un interruptor. Al final de todas las rondas, los jugadores logran escapar de la mina.
- Desert Thunder:

Los jugadores empiezan en una ciudad del desierto controlada por terroristas. Deberán cumplir diversos objetivos. El primero es cruzar una calle y llegar a un templo. El segundo es subir al segundo piso del templo y encontrar al rehén. El tercero es destruir un tanque que se encuentra al final de una calle. El cuarto es transferir unos informes en uno de los tres ordenadores que hay por la ciudad (se elige aleatoriamente a cuál de los tres ordenadores hay que ir) y luego escapar de la ciudad. Hay dos tipos de enemigos. Unos son los scout, que son enemigos que se quedan quietos en una posición y esperan a que un jugador se aproxime o se ponga a tiro para disparar. Los otros son los patrol, que estos se mueven siguiendo una ruta fija disparando a los enemigos que se encuentren en esa ruta. Los enemigos usan diferentes tipos de armas: fusiles de asalto, subfusiles, rifles sniper, lanzamisiles... Además, también lanzan granadas a los jugadores y, a veces, al morir sueltan una granada en el lugar donde mueren.
- Desert Fox:

Es la continuación de Desert Thunder, en este mapa se debe capturar e interrogar al terrorista "Z", luego volar el camión donde se encuentra la información, volar las unidades antiaéreas y escapar del lugar por helicóptero.
- Nemexis HQ:

Se comienza en los cuarteles principales de la compañía Nemexis (la creadora del virus que infecta a los humanos), donde los jugadores tienen que infiltrarse en el edificio luchando contra los guardias del edificio con un traje negro y rojo. Luego, transferir datos en los ordenadores del vestíbulo y del último piso y destruir al final la nave robótica llamada "D.R.E.A.D".
- Nemexis LABS:

Es la continuación de Nemexis HQ. Los jugadores se infiltran en los laboratorios luchando contra los guardias hasta llegar a la sala de control. Allí tienen que manipular dos ordenadores para abrir las puertas. Luego deben seguir avanzando y luchando contra más guardias y robots hasta llegar al almacén de robots. Allí cada jugador elige a uno de los robots (hay cuatro tipos diferentes) para manejarlo y seguir avanzando por los laboratorios (también se puede continuar a pie). En la siguiente sala, los jugadores deben enfrentarse a un "D.R.E.A.D.", pero más débil que el de Nemexis HQ. Por último, en la última sala, un jugador al azar pasa a controlar a un robot enemigo muy poderoso, y tiene que atacar a sus excompañeros de equipo. Mientras, el resto debe eliminar D.R.E.A.D.
- Infected Ship:

Un equipo enviado a un barco para rescatar unas probetas que pueden ser la clave para encontrar la cura del virus zombi. En este Fireteam hay dos tipos de rondas: las de supervivencia y las de búsqueda. En las primeras el equipo debe sobrevivir en la cubierta del barco a oleadas infinitas de zombis durante dos minutos. En la segunda, el equipo debe buscar por las distintas zonas del barco los objetivos. Durante la búsqueda, los jugadores pueden conseguir dinero, que se usa para comprar salud, munición, torretas, señuelos o armas.

### Bombing Run
Los jugadores se dividen en dos equipos (Alpha y Bravo). En el centro del mapa hay una bomba, quien la coja tiene que destruir un objeto del otro equipo a la vez que defienden el suyo. Si el jugador muere, la bomba cae al suelo hasta que la recoja otro jugador y la partida continúe. Pueden ser 5, 7 o 9 rondas. Cuando un jugador muere, reaparece a los pocos segundos en su base.

### Seize and Secure
Los jugadores se dividen en dos equipos (Alpha y Bravo). En el centro del mapa hay una asta donde un jugador de un equipo deberá colocar su bandera y defenderla durante dos minutos (deberá evitar que un jugador del equipo contrario ponga su bandera). Cuando una bandera es puesta en el asta, empieza la cuenta atrás, que son dos minutos. Si la bandera es cambiada la cuenta vuelve a empezar pero por el otro equipo. Si se acaban los dos minutos, gana el equipo que haya colocado la bandera. Si se acaba el tiempo, gana el jugador que haya tenido más tiempo su bandera en el asta.

### Hired Guns
Los jugadores se dividen en dos equipos (Alpha y Bravo). Los dos equipos deben introducirse en la caja fuerte de un banco y robar la mayor cantidad de oro posible y llevarlo hasta su base. En total son 80 barras de oro y el que logre robar más es el ganador de la ronda. Pueden ser 5, 7 o 9 rondas. Cuando un jugador muera, revivirá en su base a los 5 segundos.
Este es el primer modo de juego donde es posible usar mercenarios como apoyo.

### Arms Race
Los jugadores luchan sin equipos con un arma aleatoria. Cuando consiguen suficientes bajas con esa arma se cambiará automáticamente a la siguiente. Empiezan dependiendo del tiket que tengan puede ser de oro o plata o con un fusil de asalto, y va cambiando a otros fusiles de asalto, subfusiles, ametralladoras, escopetas, rifles de precisión, pistolas y una granada. Gana el jugador que consigue matar a un jugador con la última arma: una granada o, en caso de que falle, el cuchillo. El objetivo puede ser 15, 30 o 45 bajas.El máximo de jugadores es de 16 .

### VIP Escort
Los jugadores se dividen en dos equipos (Escoltas y Asesinos). De entre los escoltas, uno al azar será elegido el VIP, que empieza en una celda con una pistola y un cuchillo, alejado de su equipo. Los escoltas deben proteger al VIP hasta que llegue el helicóptero y una vez llegue escoltarlo hasta la zona de aterrizaje. Los asesinos deben matar al VIP. Una vez el VIP muere los asesinos ganan la ronda, aunque el resto del equipo siga vivo.

### VIP Elimination
Es un modo similar al Elimination. Se obtienen puntos por eliminar a los enemigos, pero con la diferencia de que los que más bajas lleven son los denominados VIPs, y se obtienen más puntos por matarlos.
Hunted
Es un modo similar a One Man Army. No hay equipos, cada jugador nace en un punto aleatorio del mapa, sin armas. Debe buscarlas por el entorno para poder sobrevivir eliminando a otros. Este modo se caracteriza por solo poder jugarse en un mapa: Dark Hill, el cual tiene una ambientación más oscura que los otros mapas del juego. Cada arma encontrada viene con un solo cargador, que puede estar lleno, o a la mitad. También pueden encontrarse explosivos o itens de salud. Conforme pasan los segundos, el mapa empieza a inundarse con agua venenosa lentamente, obligando a los jugadores restantes a ir subiendo la colina hasta enfrentarse en el punto más alto del mapa. El último sobreviviente gana la ronda.

## Mapas
Hay diversos mapas en el juego. A menudo se añaden mapas nuevos con las actualizaciones (más frecuentemente que los modos nuevos).

### Mapas pequeños
- Junk Flea: Una chatarrearía llena de cajas y bidones.
- Death Room: Una especie de laboratorio con dos salas separadas por dos puertas y un camino por arriba.
- Brushwood: Una selva con un avión derrocado.
- Overdose: Un laboratorio donde empezó la cuarentena.
- Vertigo: La azotea de un alto edificio.
- Showdown: Una plaza con varias casas.
- Dark Forest: Un espeso bosque en una noche de lluvia.
- Piazza: Un pequeño pueblo.
- Junk Flea 2: Otro diseño del mapa Junk Flea diferente y ligeramente más grande.
- Quantum Labs: Otro diseño del mapa Lunar Labs con más gravedad, más pequeño y con 2 pasillos en los costados.

### Mapas medianos
- Two Towers: Una casa en ruinas encima de un río.
- Pump Jack: Una estación de tren.
- Cold Seed: Una fábrica de almacén en medio de la nieve.
- Sand Hog: Un pueblo en el desierto.
- Warhead: Una fábrica abandonada.
- Power Surge: Una fábrica sobre un río seco.
- Grave Digger: Unas ruinas arqueológicas con un pasadizo por debajo.
- RoadKill: Una carretera con numerosos accidentes circulatorios.
- Sector 25: Un laboratorio donde se creó la cura contra la cuarentena.
- Dredge: Un pasadizo en las cloacas.
- Costa Recon: Una playa con una serie de casas destruidas.
- Hallow Ravine: Un camino nevado en la alta montaña.
- Rural State: Una mansión de lujo.
- Slaughterhouse: Un matadero.
- Bloodbath Bazaar: Las calles de un pueblo del desierto.
- Death Row: Una prisión.
- Lunar Labs: Una base lunar.

### Mapas grandes
- Snow Valley: Una base de misiles en un valle nevado.
- Gray Hammer: Una fábrica bastante grande.
- Waverider: Un pueblo al lado del mar.
- Rattlesnake: Un almacén en una selva.
- ShortFuse: Una oficina en una ciudad.
- Kill Creek: Un puente sobre un río de poco caudal.
- Ghost Town: Una ciudad fantasma.
- Oil Rig: Una plataforma petrolífera en medio del mar.
- Neptune: Un hangar con un submarino nuclear donde hay muchas puertas.
- Battle in the City Center: Las calles del centro de una ciudad.
- Red Canyon: Un cañón (geográficamente hablando).
- Water Strider: Una presa hidrográfica.

### Mapas especiales
- Cabin Fever: Una casa de campo rodeada de gas venenoso en una noche lluviosa.
- Desert Thunder: Una ciudad en el desierto controlada por terroristas.
- Black Lung: Una mina llena de infectados.
- Desert Fox: Un pueblo controlado por terroristas.
- Nemexis HQ: Un edificio empresarial.
- Nemexis LABS: Unos laboratorios.
- Infected Ship (Originalmente llamado Death Water): Un barco en alta mar lleno de infectados.
- Training Mode: Entrenamiento para aprender a usar los controles del juego. Se accede pulsando F1.
- Blood Money: Un banco con una caja fuerte en la ciudad.
- Dark Hill: un bosque con pequeñas casas abandonadas.

## Dinero y rangos
Los Game Points (GP) pueden ser obtenidos de las partidas jugadas y también son otorgados por nivelación, es decir, por subir de rango. Además, se utilizan en la compra de armas, equipo o accesorios de la tienda. El vodyo depende de las armas y la duración de las mismas, que varían desde 1 día hasta 90 días. Los jugadores también pueden comprar el equipo desde el Mercado Negro (también conocido como NX) con puntos que se compran con dinero del mundo real. Las GameCard de Nexon vienen en 10 $ (10.000 NX) y 25 $ (25.000 NX). ($ 12 para 10.000 NX y $ 30 para 25.000 NX en Canadá) En primer lugar, el equipo de Mercado Negro tiene diferentes equipos de la tienda de artículos regulares. Camuflaje, nuevos personajes, y modificaciones o adiciones a las armas también están disponibles para su compra. Además de esto, hay elementos en el juego que son totalmente exclusivos para usuarios de NX. Las armas suelen ser compradas en la tienda de periódicos utilizando Gear Points (GP). Algunas armas han clasificado restricciones (filas proceden del Ejército de los EE. UU., de aprendiz a General del Ejército). Cuando el jugador empieza el juego, se le da GP 2000, y cada uno da un rango de hasta 500 GP sucesivos más, a partir de 1000 cuando GP clasificación hasta contratar. Cuanto más alto sea el rango del jugador, más armas y equipo podrá comprar. En México se venden 12,000 NX a 150$ pesos y 20,000 NX a 250$ pesos. 
| Rango                    | EXP     | Premio en GP | Recompensa adicional |
| ------------------------ | ------- | ------------ | -------------------- |
| CADETE                   | 0       | 0            | -                    |
| RECLUTA                  | 550     | 1,000        | -                    |
| SOLDADO                  | 1,200   | 1,500        | -                    |
| SOLDADO DE PRIMERA CLASE | 2,500   | 2,000        | -                    |
| CABO                     | 5,000   | 2,500        | -                    |
| SARGENTO                 | 8,700   | 3,000        | -                    |
| 1º SARGENTO - AUXILIAR   | 15,000  | 3,500        | Mochila Profesional  |
| 2º SARGENTO - AUXILIAR   | 22,000  | 3,500        | -                    |
| 3º SARGENTO - AUXILIAR   | 30,500  | 3,500        | -                    |
| 1º SARGENTO - JEFE       | 40,500  | 4,000        | Gorro Profesional    |
| 2º SARGENTO - JEFE       | 52,000  | 4,000        | -                    |
| 3º SARGENTO - JEFE       | 65,000  | 4,000        | -                    |
| 1º SARGENTO - MAESTRO    | 81,000  | 4,500        | M9 Profesional       |
| 2º SARGENTO - MAESTRO    | 99,000  | 4,500        | -                    |
| 3º SARGENTO - MAESTRO    | 119,000 | 4,500        | -                    |
| 4º SARGENTO - MAESTRO    | 141,000 | 4,500        | M92FSProfesional     |
| 1º SARGENTO - COMANDANTE | 166,000 | 5,000        | -                    |
| 2º SARGENTO - COMANDANTE | 194,000 | 5,000        | -                    |
| 3º SARGENTO - COMANDANTE | 225,000 | 5,000        | M16A3 Profesional    |
| 4º SARGENTO - COMANDANTE | 259,000 | 5,000        | -                    |
| 5º SARGENTO - COMANDANTE | 296,000 | 5,000        | -                    |

## Parches
NEXON da mantenimiento semanal a los parches de contenido, y en ocasiones, a los parches de emergencia, para resolver cualquier error y/o problema de piratería. Los servidores generalmente bajan de dos a siete horas para la actualización de los parches. 
En la versión brasilera del juego, los parches y manutención de servidores se realizan todos los jueves hasta el mediodía, aun así, no es raro que se alarguen hasta un par de horas más.

## Problemas del juego

### Funcionamiento en sistemas GNU/Linux
El funcionamiento de Combat Arms en los sistemas operativos GNU/Linux mediante el software de emulación Wine es nulo, ya que al abrir tanto el ejecutable "CombatArms.exe" como "Engine.exe" se generan errores en los que se exponen como "An error has occurred whit the hack prevention function. (Error Code = 108. The program is shutting down." y "Could not find Combat Arms installation files"

### Hackers
Ser inmortal, volar, moverse a gran velocidad, saltar a grandes distancias, atravesar las paredes o eliminar a los jugadores sin moverse del sitio, entre otros, son los hacks que usan los hackers del juego. Estos hacks son ilegales, ya que impiden el desarrollo de la partida, además que perjudica a los jugadores. Es posible echar a un hacker de una partida, pulsando F5 y seleccionando al jugador hacker, pero para eso el resto de jugadores deben votar si quieren echar al hacker (F5) o no (F6). También hay quien manipula los archivos del juego para añadirse salud o velocidad de uso de las armas melé o cualquier otra cosa. Esto no es realmente un hack, sino una modificación de los archivos del juego (conocido como mod), aunque es de todos modos ilegal y por tanto motivo de expulsión.
En el año 2012, se presenta un índice muy alto en la participación de hackers en este juego, siendo imposible expulsarlos de las salas gracias a una nueva versión de hacks que permiten ser inmune a los intentos de expulsión. El juego ha sido altamente criticado por este factor. En el 2013, Nexon empieza una lucha declarada contra los hackers, haciendo más eficiente la eliminación de los mismos. A día de hoy, es difícil encontrar algún tramposo en el juego, pero no imposible.

### Acusaciones falsas dehackers
Un tiro afortunado en la cabeza del enemigo (a menudo gracias a una mirilla), un asesinato por la espalda con un cuchillo u otras cosas como éstas pueden causar confusión sobre si el jugador es un hacker o no. En numerosas ocasiones en estos casos se acusa a los jugadores de hacker y se les echa de la partida, siendo en realidad inocentes. 

### Bugs
En algunas ocasiones un jugador muere sin que nadie lo mate, simplemente muere, como si cayese desde una altura elevada. Estos errores se conocen como bugs y se pueden denunciar en el apartado Report a bug. Como ejemplo, en el 2011, un bug en el mapa Kill Creek permitía a jugadores ingresar en el interior de una gran roca luego de hacer cierta trayectoria. Fue muy usado sobre todo en el modo "Quarantine Regen", donde los humanos podrían estar prácticamente a salvo del infectado (a no ser que este supiera como realizar el bug). Nexon arregló este bug en el mismo año.

### Lag
Cuando un servidor está muy saturado de jugadores, se produce un efecto conocido como lag. El lag provoca que la imagen funcione a saltos o que haya cortes debido al fallo en la sincronización de todos los jugadores del servidor. Cuando esto ocurre, es recomendable ir a servidores o canales más vacíos. El nivel de jugadores de un servidor o canal se muestra siguiendo cuatro opciones: Low (Bajo), Moderate (Moderado), Busy (Ocupado) o Full (Completo).O dependiendo de que señal usas.

### Problemas de conectividad
Cuando un jugador está dentro de una partida y su conexión es interrumpida, el jugador se queda quieto en la partida hasta que el juego le echa por inactividad. Mientras tanto, se convierte en un blanco fácil para sus enemigos. Sin embargo, desde el punto de vista del jugador, puede moverse por el mapa tranquilamente, mientras se ven al resto de jugadores quietos. No puede morir ni matar al resto.pero si lo pueden sacar .

## Crítica
Combat Arms ha sido criticado por su supuesta debilidad de las medidas de lucha contra la trampa en el pasado. NEXON añadido recientemente un recurso permitiendo que los jugadores denunciaran los casos de acoso o el engaño. También, los usuarios pueden hacer una captura de pantalla del "acosador" y mostrarla en el foro oficial, con el mismo objetivo. Aun así, diez años después de su lanzamiento, el juego sigue muy activo: en total posee 100 mil jugadores únicos por mes (la mayor parte de Turquía, Estados Unidos y Brasil) y actualizaciones con nuevo contenido a cada semana.  